# Jacob Dowell
Pour les articles homonymes, voir Dowell.
Jacob Dowell, dit Jake Dowell (né le 4 mars 1985 à Eau Claire, dans l'État du Wisconsin aux États-Unis), est un joueur professionnel américain de hockey sur glace évoluant à la position de centre .

## Carrière
Réclamé au cinquième tour par les Blackhawks de Chicago lors du repêchage de 2004 de la Ligue nationale de hockey alors qu'il complète sa première saison avec les Badgers du Wisconsin, club universitaire évoluant dans la Western Collegiate Hockey Association, division du championnat de la NCAA. Dowell poursuit avec ces derniers durant trois autres saisons, étant appelé à représenter les États-Unis à l’occasion des championnats mondiaux de 2004 et 2005.
Devenant joueur professionnel au cours de la saison 2006-2007, il rejoint alors le club affilié aux Blackhawks dans la Ligue américaine de hockey, les Admirals de Norfolk, puis se joint la saison suivante aux IceHogs de Rockford lorsque Chicago transfèrent son club-école. C'est d'ailleurs au cours de cette saison que le joueur de centre fait ses débuts dans la LNH en disputant dix-neuf rencontres avec les Hawks.

## Statistiques

### Statistiques en club
| Saison     | Équipe                | Ligue      |     | Saison régulière | Saison régulière | Saison régulière | Saison régulière | Saison régulière |   | Séries éliminatoires | Séries éliminatoires | Séries éliminatoires | Séries éliminatoires | Séries éliminatoires |
| Saison     | Équipe                | Ligue      | PJ  | B                | A                | Pts              | Pun              | PJ               | B | A                    | Pts                  | Pun                  |                      |                      |
| 2000-2001  | Eau Claire Memorial   | USHS       | 24  | 25               | 30               | 55               | -                | -                | - | -                    | -                    | -                    |                      |                      |
| 2001-2002  | USA Hockey            | U-17       | 11  | 5                | 1                | 6                | 14               | -                | - | -                    | -                    | -                    |                      |                      |
| 2001-2002  | USA Hockey            | NAHL       | 44  | 5                | 12               | 17               | 51               | -                | - | -                    | -                    | -                    |                      |                      |
| 2002-2003  | USA Hockey            | U-18       | 54  | 8                | 17               | 25               | 54               | -                | - | -                    | -                    | -                    |                      |                      |
| 2002-2003  | USA Hockey            | NAHL       | 9   | 2                | 2                | 4                | 13               | -                | - | -                    | -                    | -                    |                      |                      |
| 2003-2004  | Badgers du Wisconsin  | WCHA       | 37  | 6                | 13               | 19               | 48               | -                | - | -                    | -                    | -                    |                      |                      |
| 2004-2005  | Badgers du Wisconsin  | WCHA       | 38  | 12               | 14               | 26               | 74               | -                | - | -                    | -                    | -                    |                      |                      |
| 2005-2006  | Badgers du Wisconsin  | WCHA       | 43  | 5                | 15               | 20               | 42               | -                | - | -                    | -                    | -                    |                      |                      |
| 2006-2007  | Badgers du Wisconsin  | WCHA       | 41  | 19               | 6                | 25               | 54               | -                | - | -                    | -                    | -                    |                      |                      |
| 2006-2007  | Admirals de Norfolk   | LAH        | 9   | 2                | 3                | 5                | 8                | 6                | 0 | 3                    | 3                    | 4                    |                      |                      |
| 2007-2008  | IceHogs de Rockford   | LAH        | 49  | 7                | 10               | 17               | 64               | 12               | 1 | 1                    | 2                    | 6                    |                      |                      |
| 2007-2008  | Blackhawks de Chicago | LNH        | 19  | 2                | 1                | 3                | 10               | -                | - | -                    | -                    | -                    |                      |                      |
| 2008-2009  | IceHogs de Rockford   | LAH        | 75  | 6                | 14               | 20               | 128              | 4                | 0 | 0                    | 0                    | 0                    |                      |                      |
| 2008-2009  | Blackhawks de Chicago | LNH        | 1   | 0                | 0                | 0                | 2                | -                | - | -                    | -                    | -                    |                      |                      |
| 2009-2010  | IceHogs de Rockford   | LAH        | 78  | 7                | 16               | 23               | 96               | 4                | 0 | 0                    | 0                    | 0                    |                      |                      |
| 2009-2010  | Blackhawks de Chicago | LNH        | 3   | 1                | 1                | 2                | 5                | -                | - | -                    | -                    | -                    |                      |                      |
| 2010-2011  | Blackhawks de Chicago | LNH        | 79  | 6                | 15               | 21               | 63               | 2                | 0 | 0                    | 0                    | 0                    |                      |                      |
| 2011-2012  | Stars de Dallas       | LNH        | 52  | 2                | 5                | 7                | 53               | -                | - | -                    | -                    | -                    |                      |                      |
| 2012-2013  | Aeros de Houston      | LAH        | 37  | 4                | 5                | 9                | 34               | 4                | 0 | 1                    | 1                    | 4                    |                      |                      |
| 2012-2013  | Wild du Minnesota     | LNH        | 2   | 0                | 0                | 0                | 0                | -                | - | -                    | -                    | -                    |                      |                      |
| 2013-2014  | Wild de l'Iowa        | LAH        | 57  | 7                | 12               | 19               | 56               | -                | - | -                    | -                    | -                    |                      |                      |
| 2013-2014  | Wild du Minnesota     | LNH        | 1   | 0                | 0                | 0                | 0                | -                | - | -                    | -                    | -                    |                      |                      |
| 2014-2015  | Bulldogs de Hamilton  | LAH        | 76  | 5                | 10               | 15               | 75               | -                | - | -                    | -                    | -                    |                      |                      |
| 2015-2016  | IceHogs de Rockford   | LAH        | 72  | 11               | 24               | 35               | 99               | 3                | 0 | 2                    | 2                    | 4                    |                      |                      |
| 2016-2017  | IceHogs de Rockford   | LAH        | 66  | 4                | 11               | 15               | 101              | -                | - | -                    | -                    | -                    |                      |                      |
| 2017-2018  | EHC Linz              | EBEL       | 22  | 4                | 5                | 9                | 31               | -                | - | -                    | -                    | -                    |                      |                      |
| Totaux LNH | Totaux LNH            | Totaux LNH | 157 | 11               | 22               | 33               | 133              | 2                | 0 | 0                    | 0                    | 0                    |                      |                      |

### Statistiques en équipe nationale
| Année | Équipe            | Compétition                          |   | PJ | B | A | Pts | Pun           |  | Résultats |
| 2003  | États-Unis U18    | Championnat du monde moins de 18 ans | 6 | 0  | 1 | 1 | 10  | 4e place      |  |           |
| 2004  | États-Unis junior | Championnat du monde junior          | 6 | 0  | 2 | 2 | 2   | Médaille d'or |  |           |
| 2005  | États-Unis junior | Championnat du monde junior          | 7 | 0  | 3 | 3 | 12  | 4e place      |  |           |

## Transactions en carrière
- Repêchage 2004 : réclamé par les Blackhawks de Chicago (5e choix de l'équipe, 140e au total).